# Port de Raahe
Le port de Raahe (finnois : Raahen satama, LOCODE:FI RAA) est un port situé à Raahe en Finlande.

## Présentation
En 2019, le port a traité 4,7 millions de tonnes de fret international, dont plus de 80%  d'importations. 
Cela fait du port de Raahe le huitième port de fret de Finlande, en tonnage.
Le port de Raahe est composé de trois parties: le port profond, le port de SSAB et le port de Lapaluoto.
Leurs caractéristiques principales sont:
- Port profond: une rampe d'accès RO-RO et deux postes d'amarrage, profondeur 10,0 mètres.
- Port de Lapaluoto: trois postes d'amarrage, profondeur 8,0 mètres.
- Port de l'aciérie SSAB: six postes d'amarrage, profondeur 7,8–8,0 mètres.

## Galerie

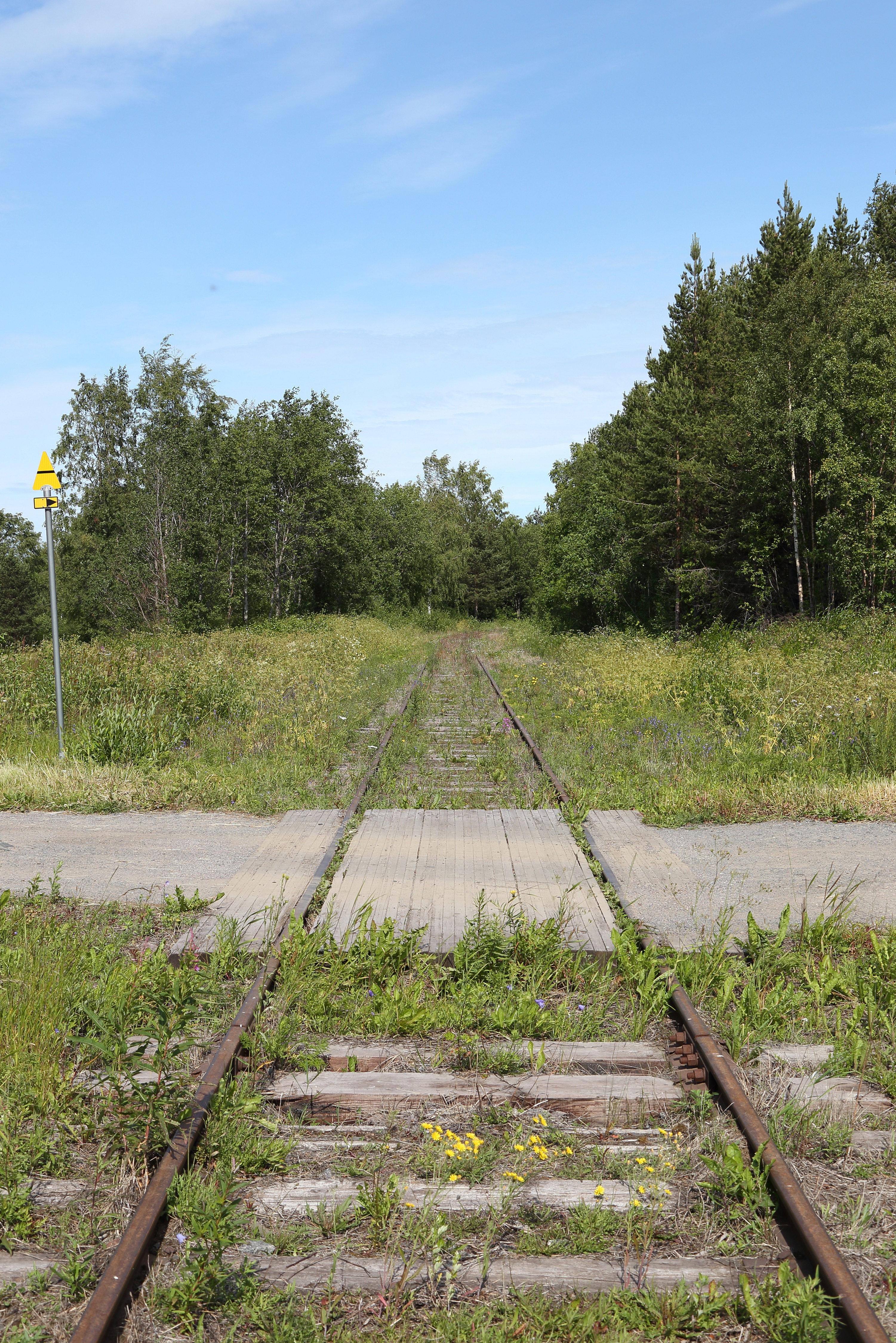
Voie ferrée du port de Lapaluoto.